# Ruth Cannon
Ruth Cannon, coniugata Nichols (Cotton Center, 21 luglio 1933 – Littlefield, 6 maggio 2005), è stata una cestista statunitense.
Era la sorella gemella di Ruby Cannon.

## Carriera
Durante la carriera universitaria nelle Wayland Flying Queens fu nominata per tre anni All-American e contribuì ad un record complessivo di 122 vittorie e 15 sconfitte.
Con gli Stati Uniti partecipò ai Giochi panamericani di Città del Messico 1955, dove vinse la medaglia d'oro.
Nel 1992 è stata introdotta nella Wayland Athletic Hall of Honor.